# 佐伯惟定
佐伯 惟定（さえき これさだ）は、安土桃山時代から江戸時代前期にかけての武将。豊後佐伯氏第14代当主。豊後国海部郡栂牟礼城主。のち津藩重臣。

## 生涯
永禄12年（1569年）、豊後佐伯氏第13代当主・佐伯惟真の二男として生まれる。
天正6年（1578年）に父・惟真と祖父・惟教が耳川の戦いで戦死したため、家督を継ぐ。天正14年（1586年）の豊薩合戦の際には、周辺の諸将が次々と島津方に降る中で、客将・山田匡徳を参謀に据えて徹底抗戦した。居城・栂牟礼城に攻め寄せた島津家久の軍を11月4日の堅田合戦で撃破した。12月4日には佐伯家臣・高畑新右衛門が星河城を攻め落とし、島津側に寝返っていた柴田紹安の妻子を捕らえた。このため、紹安は動揺して大友方に帰参しようとしたが、その動きを察知した島津軍に殺害された。さらに12月18日には戸高将監率いる島津軍の輜重隊を因尾谷で襲撃し全滅させている。翌天正15年（1587年）2月には土持親信が守る朝日嶽城を奪回した。大友宗麟の要請を受けた豊臣秀吉が九州平定戦を開始すると、3月17日に府内から撤退する島津義弘・家久兄弟の軍を日豊国境の梓峠で大敗せしめた。日向路の大将・豊臣秀長が豊後に到着すると合流し、先導役を務めて日向に入り高城攻め等に参加した。九州平定後、秀吉は惟定の奮戦を激賞し感状を与えた。
文禄の役にも大友軍の一員として参加したが、文禄2年（1593年）の大友氏改易により惟定も居城を失うと、秀長の後継者・豊臣秀保を頼り、秀保没後はその家臣であった藤堂高虎に客将として招かれ、五百人扶持を与えられた。文禄4年（1595年）、高虎の宇和島入封に従い伊予に移住、翌年に新知2,000石を与えられた。のち、藤堂良勝に替って国府城代となる。慶長の役では板島城留守役を務め、当初家臣のみ出陣したが、後に渡海して海戦で功をあげた。
慶長5年（1600年）の関ヶ原の戦いの際には宇和島城留守居役を務め、家臣のみ従軍した。翌年以降、高虎の手掛けた普請に従事し、津城下には佐伯町を開いている。慶長19年（1614年）10月の大坂冬の陣には、士隊10騎・卒隊40人を率いて出陣する。当初は旗本士大将であったが、11月26日より右先鋒・藤堂高刑の合備となった。翌年の大坂夏の陣では遊軍部隊の指揮を命じられたが、5月6日の戦闘で先鋒が壊滅した為、7日は藤堂高吉と共に左先鋒を務めた。戦後4,500石に加増される。
元和4年（1618年）6月9日死去。享年50。嫡男の惟重が家督を相続し、佐伯家は藤堂家臣として明治に至った。

## 逸話
- 梓峠の戦いで、惟定が戦利品として入手した義弘所有の唐物茶入は、後に惟定にちなんで「佐伯肩衝」と呼称された。
- 『栂牟礼実録』には、蛇神の末裔大神一族であるため、雨の日を吉日とし、三枚の蛇鱗が生えていたとされ、一族に伝わる「手鉾之太刀（不抜之太刀）」「飛龍之太刀」「神息之太刀」「小屏風長刀」「巴作り之太刀」の五剣を所持していたと記されている。